# El Pallàs
El Pallàs és una masia situada al municipi de Lladurs a la comarca catalana del Solsonès, documentada des de 1330, de vegades amb albres noms com ara Mas Soler o Solerot.